# Birgit Rosengren
Birgit Rosengren (27 de noviembre de 1912-6 de octubre de 2011) fue una actriz teatral y cinematográfica de nacionalidad sueca, principalmente activa entre los años 1930 y principios de los 1960.

## Biografía
Nacida en Estocolmo, Suecia, su nombre completo era Birgit Elisabet Rosengren, y era hermana de la cantante y actriz Margit Rosengren. 
Rosengren se formó en la escuela del Teatro Dramaten en 1931–1933. Entre los años 1931 y 1937 actuó en revistas de Kar de Mumma representadas en el Blancheteatern. Ella debutó en el cine en 1934 con la película Flickorna från Gamla Sta'n, dirigida por Schamyl Bauman. Además, durante varios años trabajó para la emisora Sveriges Radio en Estocolmo.
En el año 1945 contrajo una poliomielitis, enfermedad que la obligó a frenar su carrera durante casi una década. 
Rosengren se casó dos veces. Su primer marido fue el actor y director cinematográfico Elof Ahrle, que falleció en 1965. Después se casó con otro actor, Eric Gustafson, con el cual permaneció unida hasta la muerte de él en 1981. Ella vivió retirada en su domicilio en Bromma, Estocolmo, donde falleció el 6 de octubre de 2011, como consecuencia de las complicaciones surgidas tras una fractura. Tenía 98 años de edad. Fue enterrada en el Cementerio Norra begravningsplatsen de Estocolmo. Había tenido dos hijas, la diseñadora de vestuario Carina Ahrle, y la actriz Leif Ahrle. 

## Teatro
- 1933 : Pickwick-klubben, de František Langer a partir de Charles Dickens, escenografía de Olof Molander, Dramaten
- 1934 : Razzia, de Kar de Mumma, escenografía de Harry Roeck-Hansen, Blancheteatern[3]
- 1934 : Tovaritch, de Jacques Deval, escenografía de Ernst Eklund, Komediteatern[4]
- 1935 : Vi måste gifta bort mamma, de Neil Grant, escenografía de Alice Eklund, Komediteatern[5]
- 1935 : Tonvikt på ungdomen, de Samson Raphaelson, escenografía de Ernst Eklund, Komediteatern[6][7]
- 1935 : Nöddebo prästgård, de Elith Reumert, escenografía de Gösta Terserus, Komediteatern[8]
- 1937 : Min son ministern, de André Birabeau, escenografía de Martha Lundholm, Vasateatern[9][10]
- 1937 : Melodien som kom bort, de Kjeld Abell, escenografía de Per Lindberg, Vasateatern[11]
- 1937 : Vår egen tid, de Leck Fischer, escenografía de Martha Lundholm, Vasateatern[12]

## Teatro radiofónico
- 1961 : Önskeskogen, de Astrid Ribrant, dirección de Manne Grünberger[13]

## Filmografía
- 1934 : Flickorna från Gamla Sta'n
- 1934 : Kvinnorna kring Larsson
- 1935 : Flickor på fabrik
- 1935 : Larsson i andra giftet
- 1936 : Kvartetten som sprängdes
- 1937 : Skicka hem Nr. 7
- 1937 : En sjöman går iland
- 1938 : Kloka gubben
- 1939 : Efterlyst
- 1940 : Åh, en så'n advokat
- 1940 : Lillebror och jag
- 1941 : Uppåt igen
- 1945 : Moderskapets kval och lycka
- 1945 : Sextetten Karlsson
- 1945 : Skådetennis
- 1948 : Glada paraden
- 1952 : Åke klarar biffen
- 1955 : Het är min längtan
- 1958 : Gäst hos bagaren
- 1960 : 16 år (TV)
- 1963 : Här kommer Petter
- 1979 : I frid och värdighet